# Szereg Grandiego
Szereg Grandiego – szereg naprzemienny {\displaystyle 1-1+1-1+\dots } zapisywany również jako
{\displaystyle \sum _{n=0}^{\infty }(-1)^{n}}
Nazwa szeregu pochodzi od Guido Grandiego, który „upamiętnił” swoje przemyślenia na ten temat w 1703 roku. Uważał on, że suma tego szeregu wynosi {\displaystyle {\tfrac {1}{2}}.} Leibniz zgadzał się z opinią Grandio w liście do Christiana Wolffa z 1713. Dodatkowo określił, że ciąg ten musi posiadać sumę {\displaystyle 0}, gdy szereg ma parzystą liczbę elementów oraz {\displaystyle 1,} gdy nieparzystą. Dlatego obie wartości były równie prawdopodobne dla sumy nieskończonej liczby elementów. Stąd wartość {\displaystyle {\tfrac {1}{2}}}. Mimo że szereg rozbieżny z definicji nie posiada sumy, to taki sam wynik daje sumowanie metodą Cesàro.

## Heurystyka
Aby znaleźć sumę szeregu
{\displaystyle 1-1+1-1+1-1+1-1+\dots }
Grandi próbował grupować sąsiednie wyrazy szeregu, aby znaleźć rozwiązania cząstkowe
{\displaystyle (1-1)+(1-1)+(1-1)+\dots =0+0+0+\dots =0.}
Z drugiej strony, podobna procedura rozmieszczania nawiasów prowadzi do zupełnie innego wyniku:
{\displaystyle 1+(-1+1)+(-1+1)+(-1+1)+\dots =1+0+0+0+\dots =1.}
Stąd wynika, że w zależności od umieszczenia nawiasów w szeregu, ostateczny wynik może przyjąć jedną z dwóch „wartości”: 0 lub 1.
Stosując przekształcenie podobne do tych, jakie są stosowane dla zbieżnych szeregów geometrycznych, można uzyskać trzecią wartość:
{\displaystyle S=1-1+1-1+\dots ,} czyli
{\displaystyle 1-S=1-(1-1+1-1+\ldots )=1-1+1-1+\ldots =S,}
która w wyniku daje {\displaystyle S={\tfrac {1}{2}}.} Do tego samego wyniku można dojść obliczając {\displaystyle -S,} odejmując wynik od {\displaystyle S} i rozwiązując {\displaystyle 2S=1}.
Powyższe przekształcenie nie rozważa, co taka suma właściwie oznacza. Na podstawie wszystkich powyższych metod można wyciągnąć dwa następujące wnioski:
- szereg {\displaystyle 1-1+1-1+\ldots } nie ma sumy[2][3]
- ..., ale jego suma „powinna” wynosić {\displaystyle {\tfrac {1}{2}}}[3].

W rzeczywistości oba te twierdzenia można dokładnie i formalnie udowodnić, ale tylko dzięki dobrze zdefiniowanym matematycznym koncepcjom, które powstały w XIX wieku. Zanim to nastąpiło, odpowiedzi na te pytania były „niekończącymi się” i „gwałtownymi” dyskusjami między matematykami.